# ファイヤー通り
ファイヤー通り（ファイヤーどおり、Fire-Dori Street）は、東京都渋谷区の渋谷クロスFM前交差点から国立代々木競技場に通じる道についている愛称である。所在地は東京都渋谷区神南一丁目。

## 特徴とランドマーク
以下、南側（渋谷駅方面）から北側（原宿駅方面）へ向かって、立地順に代表的なランドマークを挙げる。

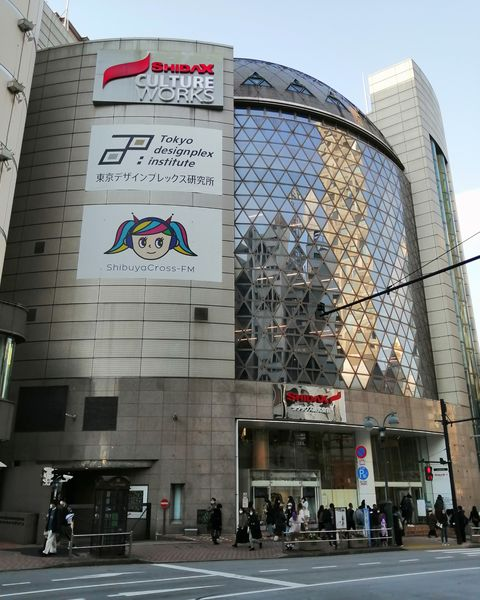
シダックスカルチャービレッジ（旧・電力館）。ファイヤー通りの丁度中程に建つ。三角形で構成された大きなガラス壁面が特徴。

- 南側（渋谷駅方面）から渋谷クロスFM前交差点
  - 渋谷クロスFM
    - シダックス・カルチャービレッジ（シダックス） ⇒ - 同ビルにはシダックス本社やシダックスカルチャーホールも併設。同館前交差点を東へ曲がって東日本旅客鉄道（JR東日本）の鉄道高架下を抜けると、「MIYASHITA PARK」や「明治通り（東京都道305号芝新宿王子線）」となる。

  - スターバックス 渋谷ファイヤー通り店　⇒　テラス席がある。
  - 渋谷公園通商店街振興組合（NCビル）　⇒　公園通りやファイヤー通りにある商店街の振興組合。
  - 渋谷社会保険事務所　⇒　東京社会保険事務局の渋谷事務所。
  - 渋谷消防署　⇒　東京消防庁第三消防方面本部に所属する消防署。渋谷消防署を挟み、西側の渋谷公園通りへ向かって登る緩やかな坂道は「コルネット通り」や「イエローストリート」との愛称で呼ばれる。

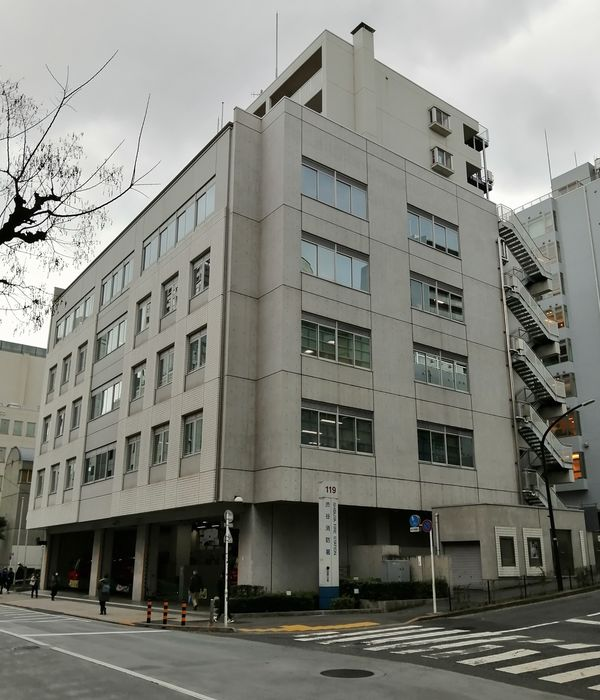
渋谷消防署

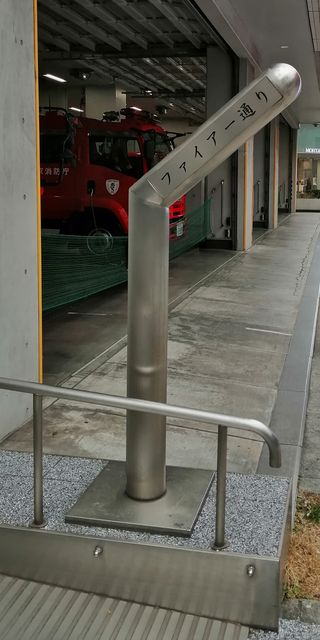
渋谷消防署の敷地内には「ファイアー通り」の表示がある

- - 渋谷労働基準監督署　⇒　厚生労働省の労働基準監督署。
  - ハローワーク渋谷　⇒　厚労省の公共職業安定所。
  - 国立代々木競技場　⇒　この辺りが、ファイヤー通りの北限となる。

## 最寄駅
- ターミナル駅「渋谷駅」
  - 東日本旅客鉄道（JR東日本）「渋谷駅」　⇒　山手線・埼京線・湘南新宿ライン・成田エクスプレス
  - 東京急行電鉄（東急）「渋谷駅」 ⇒　東急東横線（東横線）・東急田園都市線
  - 京王電鉄（京王）「渋谷駅」　⇒　井の頭線
  - 東京地下鉄（東京メトロ）「渋谷駅」　⇒　銀座線・半蔵門線・副都心線

## 最寄バス停
- バス停「神南一丁目」
  - 東京都交通局（都バス）「神南一丁目」　⇒　池86、早81（休日のみ）
  - 京王バス

### 神南（地理・道路）
- 渋谷 - 神南　（神南一丁目 - 神南二丁目）
- 渋谷公園通り - プチ公園通り - パークアベニュー
- フィンガーアベニュー
- コルネット通り
- イエローストリート　（別名として「フランス坂」や「バスティーユ通り」などの愛称で呼ばれることもある）

### 渋谷（地理・道路）
下記の「渋谷区の町名」一覧も参照のこと。
- 東京都渋谷区
- 渋谷センター街
- スペイン坂
- 文化村通り（Bunkamura通り）
- 道玄坂
- 間坂
- 宮益坂

### 文化
- ファッション – ギャル - ギャル男
- ファッション雑誌 – 読者モデル
- ファッションビル
- セレクトショップ
- ブランド
- ライブハウス – 渋谷系 – ネオ渋谷系
- ストリートミュージシャン – 路上ライブ
- 若者文化 - チーマー - カラーギャング
- 流行

### 公共施設
- 渋谷区役所（宇田川町）
- 日本放送協会（NHK） - NHK放送センター – NHKホール
- 渋谷駅 – 忠犬ハチ公